# Municipio de South Cadron
El municipio de South Cadron (en inglés: South Cadron Township) es un municipio ubicado en el condado de Cleburne en el estado estadounidense de Arkansas. En el año 2010 tenía una población de 944 habitantes y una densidad poblacional de 27,43 personas por km².

## Geografía
El municipio de South Cadron se encuentra ubicado en las coordenadas 35°22′31″N 92°10′11″O / 35.37528, -92.16972. Según la Oficina del Censo de los Estados Unidos, el municipio tiene una superficie total de 34.41 km², de la cual 34,39 km² corresponden a tierra firme y (0,05 %) 0,02 km² es agua.

## Demografía
Según el censo de 2010, había 944 personas residiendo en el municipio de South Cadron. La densidad de población era de 27,43 hab./km². De los 944 habitantes, el municipio de South Cadron estaba compuesto por el 98,09 % blancos, el 0,21 % eran amerindios, el 0,11 % eran asiáticos, el 0,53 % eran de otras razas y el 1,06 % eran de una mezcla de razas. Del total de la población el 1,06 % eran hispanos o latinos de cualquier raza.